# Traite des blanches (Sorolla)
La Traite des blanches, peinture à l'huile sur toile du peintre espagnol Joaquín Sorolla, réalisée en 1894, signée en 1895, aborde le thème de la prostitution,. Le tableau fait partie des peintures réalisées dans le cadre de concours à une époque où le réalisme social était en vogue.
Propriété du Musée Sorolla, le tableau de 166,5 cm x 195 cm se trouve exposé régulièrement dans d'autres musées tels que celui du Prado. Il a été prêté à un musée de Buenos Aires en 1898.

## Analyse du tableau
Il s'agit d'un tableau prétendant à la dénonciation sociale. Celui-ci représente un groupe de femmes habillées en paysannes avec des mantilles et des foulards sur leurs têtes. Elles semblent assoupies, à exception de la plus vieille, vêtue de noir, qui les accompagne éveillée et vigilante. Les bancs et la pièce décrivent un compartiment de train. La femme âgée surveille les jeunes filles : c'est la maquerelle.
L'espace étroit où se déroule la scène, un wagon de troisième classe « claustrophobique » symbolise l'emprisonnement, l'impossibilité de fuir son destin. L'allusion, délicate et voilée, à la prostitution et de l'exploitation sexuelle des jeunes filles provient sans doute de la grande piété du peintre.
Pourtant primée au Salon de Paris en 1897, l'œuvre a fait l'objet de nombreuses critiques. Certains catholiques contemporains de l'auteur l'ont commentée négativement, arguant que le peintre était si bon qu'il aurait « taché son beau et brillant pinceau avec la suie des lupanars ». Pour ces critiques, ce tableau et les autres traitant ce thème forment une tache indélébile dans l’œuvre du peintre.
Outre le naturalisme, les commentateurs soulignent dans l'œuvre de Sorolla l'influence de Vélasquez.

## Sources